# Sen Katayama

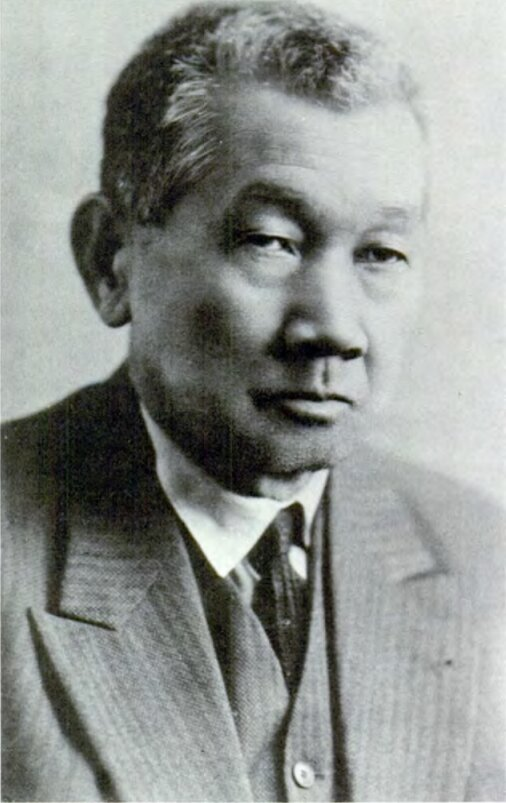
Sen Katayama.

Sen Katayama (片山 潜 Katayama Sen, 26 de diciembre de 1859 - 5 de noviembre d e 1933), nacido Yabuki Sugataro (藪木 菅太郎 Yabuki Sugatarō), fue un miembro de los inicios del Partido Comunista de los Estados Unidos y cofundador, en 1922, del Partido Comunista de Japón.
Sugataro Yabuki era el segundo hijo de Kunizo y Kichi Yabuki en 1859 en el distrito de Hadeki de lo que más tarde sería la prefectura de Okayama de Japón. Fue adoptado por la familia Katayama a los diecinueve años, adoptando el nombre de Sen Katayama, convirtiéndose en el "primer hijo" de los Katayama, después de que su madre biológica fuera abandonada por su marido. La adopción evitaba el reclutamiento de Katayama y le permitía continuar su educación. En su autobiografía, Jiden (自伝）, Katayama admite que fue afortunado de no ser el primogénito de su familia de nacimiento, ya que esto le libró de algunas responsabilidades que tuvieron que cargar sus parientes.
En 1878 Katayama viajó a Tokio como aprendiz de impresor mientras estudiaba en una pequeña escuela preparatoria, la Oka Juku, donde trabó amistad con Iwasaki Seikichi (岩崎 清七), sobrino de uno de los fundadores de Mitsubishi. La partida de Iwasaki para la Universidad de Yale, inspiró a Katayama a buscarse la vida en los Estados Unidos, donde se matriculó en el Maryville College y más tarde en el Grinnell College, en el que se graduaría en 1892, para pasar al Seminario Teológico de Andoger y de aquí a la Facultad de Teología de Yale. Durante este periodo Katayama se convertiría al cristianismo y al socialismo. 
Katayama regresó a Japón en 1896 y de 1897 a 1901 editó Mundo del Trabajo (労働世界）, el órgano de la Unión de Trabajadores del Hierro （鉄工組合） y de la Federación de Sindicatos　（労働組合期成会）.  Volvió a América en 1903 por la llamada de Iwasaki acerca de las oportunidades en el cultivo de arroz. Durante su viaje acudió al Congreso Socialista de la Segunda Internacional en Ámsterdam donde ganó reconocimiento al estrechar la mano del delegado ruso, Georgi Plejánov, en un gesto de amistad entre los pueblos ruso y japonés, a pesar de la guerra ruso-japonesa que se estaba desarrollando. En 1904 asistió a la convención del Partido Socialista de América en Chicago. Se asentó en Texas, dedicándose principalmente al cultivo de arroz. Al fallar su cosecha de arroz fue empleado de un restaurante propiedad de un japonés en Houston, Tsunekichi Okasaki, que compró 10.202 acres en Texas con la intención de que Katayama los cultivara. A finales de 1905, Okasaki y Katayama pidieron prestados 100.000$ a Iwasaki para financiar la cosecha del arroz, y formaron en conjunto la "Nippon Kono Kabushiki Kaisha" (Compañía de Cultivo de Japón) para desarrollar el proyecto de Texas, y Katayama fue nombrado director. Sin embargo, la compañía se disolvió rápidamente, al parecer debido a las inclinaciones socialistas de Katayama, y regresó a Japón en 1907, uniéndose de nuevo al movimiento socialista, dedicándose ahora al periodismo.
Katayama fue arrestado y encarcelado por su participación en la huelga de tranvías de Tokio de 1912, y tras su liberación se mudó a California. Atraído por el éxito de la revolución bolchevique de 1917-18, Katayama se convirtió en un activo comunista y en funcionario del Comintern. Viajó a México y más tarde a Moscú, donde fue vitoreado como líder del movimiento comunista japonés. Permaneció en la Unión Soviética hasta su muerte el 5 de noviembre de 1933, siendo enterrado en la necrópolis de la Muralla del Kremlin.
Katayama tuvo dos hijos con su primera mujer, Fude, que murió en 1903, y otra hija de su segunda mujer, Hari Tama, con la que se casó en 1907.